# سم تاتمن
سم تاتمن (انگلیسی: Sam Totman) موسیقی‌دان اهل بریتانیا است. وی از سال ۱۹۹۲ میلادی تاکنون مشغول فعالیت بوده است.